# Liz Vassey

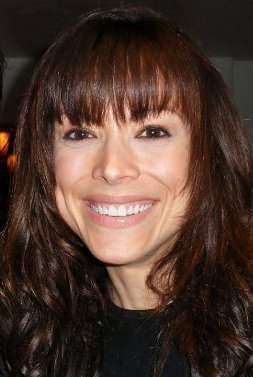
Liz Vassey

Elizabeth „Liz“ Vassey (* 9. August 1972 in Raleigh, North Carolina) ist eine US-amerikanische Schauspielerin und Sängerin.

## Leben und Karriere
In den USA wurde sie als 16-Jährige durch ihre Rolle Emily Ann Sago in der Seifenoper All My Children in der Zeit von 1988 bis 1991 bekannt. 1990 erhielt sie für diese Rolle eine Nominierung für den Daytime Emmy Award als herausragende jüngere Schauspielerin (Outstanding Younger Actress). 2005 spielte sie die Ärztin Dr. Carrie Allen in der Serie Tru Calling – Schicksal reloaded!. In der TV-Serie Two and a Half Men hatte sie insgesamt vier Gastauftritte. Dem deutschen Publikum ist sie hauptsächlich durch ihre langjährige Nebenrolle als Wendy Simms in der Fernsehserie CSI: Den Tätern auf der Spur bekannt, in der sie von 2005 bis 2010 mitwirkte. Zusammen mit ihrer Kollegin Kristin Bauer entwirft und vertreibt sie seit 2004 mit ihrer Firma Neurosis to a T(ee) Slogan-T-Shirts für Frauen.
Im Januar 2022 veröffentlichte sie ihr erstes Mini-Album Like a Girl als Musikerin über das Indie-Label DK Records. Die Extended Play Like A Girl enthält Cover von männlichen Musikern, Elvis Presley (Can’t Help Falling in Love), Peter Gabriel (The Book of Love), Bob Dylan (Make You Feel My Love), The Beatles (I Want to Hold Your Hand), Radiohead (No Surprises) und Bee Gees (Words).
Seit 2004 ist sie mit dem Kameramann David Emmerichs verheiratet.

## Filmografie (Auswahl)
- 1988–1992: All My Children (Fernsehserie, zehn Folgen)
- 1992: Eine schrecklich nette Familie (Married… with Children, Fernsehserie, Folge 7x02 T-R-A Something, Something Spells Tramp)
- 1992: Raumschiff Enterprise: Das nächste Jahrhundert (Star Trek: The Next Generation, Fernsehserie, Folge 5x14 Conundrum)
- 1992: Parker Lewis – Der Coole von der Schule (Parker Lewis Can't Lose, Fernsehserie, Folge 3x04 Gelegenheit macht Liebe)
- 1992: Murphy Brown (Fernsehserie, Folge 5x07 A Year to Remember)
- 1992: Beverly Hills 90210 (Fernsehserie, 1 Folge)
- 1993: Mord ist ihr Hobby (Murder, She Wrote, Fernsehserie, 2 Folgen)
- 1994: Emergency Room – Die Notaufnahme (ER, Fernsehserie, vier Folgen)
- 1995–1997 Brüder (Brotherly Love, Fernsehserie, 40 Folgen)
- 1997: Hör mal, wer da hämmert (Home Improvement, Fernsehserie, Folge 7x10 Lohn der Angst)
- 2000: Dharma & Greg (Fernsehserie, eine Folge 3.13)
- 2003, 2010, 2011: Two and a Half Men (Fernsehserie, vier Folgen)
- 2004: Nikki & Nora (Serie)
- 2005: Tru Calling – Schicksal reloaded! (Tru Calling, Fernsehserie, sechs Folgen)
- 2005: Der Herr des Hauses (Man of the House)
- 2005–2010: CSI: Den Tätern auf der Spur (CSI: Crime Scene Investigation, Fernsehserie, 75 Folgen)
- 2011: Castle (Fernsehserie, Episode Slice of Death)
- 2011–2012: Dr. Dani Santino – Spiel des Lebens (Necessary Roughness, Fernsehserie, drei Folgen)
- 2012: Sexting In Suburbia (Fernsehfilm)
- 2012: Last Hours in Suburbia
- 2014: Nikki & Nora – The N&N Files (Fernsehserie, sieben Folgen)
- 2017–2018: Riley Parra (Fernsehserie, zwölf Folgen)
- 2019: Riley Parra – Better Angels